# Chalara angustata
Chalara angustata är en svampart som beskrevs av T. Kowalski & Halmschl. 1996. Chalara angustata ingår i släktet Chalara, divisionen sporsäcksvampar och riket svampar.   Inga underarter finns listade i Catalogue of Life.